# L’Universelle: Une Menace au Pays des Croyants
Universal, Uma Ameaça no País dos Crentes (”L’Universelle: Une Menace au Pays des Croyants”, no título em francês) é um documentário produzido em 2002 por católicos carismáticos para a TV KTO da França. O filme faz uma série de criticas às práticas da Igreja Universal do Reino de Deus, mostrando o bispo Edir Macedo como um líder de uma legião de fanáticos que leva uma vida de "miliardário" (termo usado no filme).
O documentário afirma que Macedo construiu sua igreja e seu império com dinheiro de seus seguidores prometendo "riqueza, saúde e felicidade" e que é, nas favelas brasileiras que a Igreja Universal está crescendo mais rapidamente, graças aos pastores carismáticos,  exorcismo rápido, transes e "milagres". Segundo a produção, Igreja Universal receberia US $ 3 milhões por dia, uma fortuna que lhe permite ter muitas empresas de seguros, de mídia e contar com cerca de 30 empresas privadas, a maioria em países ricos. Também possui três canais de televisão que podem transmitir seus discursos com as massas. Acusa também a Universal, entre outras coisas, de ter obrigado pastores a fazer vasectomia na década de 1990, induzirem os pastores a enganar os fiéis para arrecadar dinheiro para o dízimo, práticas de curandeirismos, incentivo à homofobia e denuncia seus supostos objetivos políticos. Também questiona que a Igreja Católica do Brasil não é "culpada" por ter deixado a denominação neopentecostal crescer durante todo esse tempo sem fazer nada para contra-atacar.
O documentário também mostra a relação estreita entre a Igreja Universal e a Rede Record que, segundo a produção, não passa de um meio para Macedo aumentar sua própria influência política no país. O atual senador Marcelo Crivella, sobrinho de Edir Macedo e bispo licenciado da IURD, é entrevistado e diz que “um dia teremos um presidente evangélico”, além de admitir que o governo "aceitou" a venda da Record a Igreja, embora isso fosse, à época, vetado pela Constituição.
Pelo testemunho de ex-seguidores e seguidores da IURD, câmeras escondidas e arquivos, este documentário investigativo tenta desenhar o retrato de uma luta entre a Igreja Católica e a Igreja Universal do Reino de Deus.

## Ligações Externas
Jornal Folha de S.Paulo
Trecho do Documentário Online